# David Sainsbury

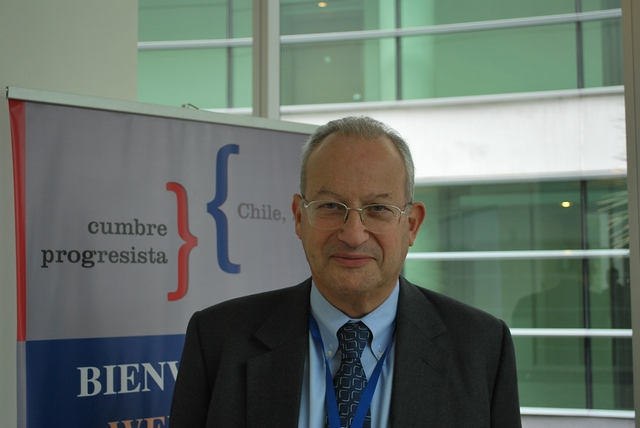
David Sainsbury

David Sainsbury, Baron Sainsbury of Turville (* 24. Oktober 1940) ist ein britischer Unternehmer und Politiker.

## Leben
Seine Eltern waren der britische Unternehmer Robert Sainsbury und Lisa Sainsbury. Sainsbury besuchte das Eton College und studierte Geschichte und Psychologie an der University of Cambridge. 1967 gründete er die Gatsby Charitable Foundation.
Von 1992 bis 1997 leitete er das britische Einzelhandelsunternehmen J Sainsbury. Am 3. Oktober 1997 wurde er mit dem Titel Baron Sainsbury of Turville, of Turville in the County of Buckinghamshire, zum Life Peer erhoben, womit auch ein Sitz im House of Lords verbunden ist. Sainsbury ist Mitglied der Labour Party. Von Juli 1998 bis November 2006 war Sainsbury im britischen Wirtschaftsministerium als parlamentarischer Staatssekretär beschäftigt und im House of Lords war er zugleich Minister für Wissenschaft und Innovation. Seit Oktober 2011 ist Sainsbury Kanzler der University of Cambridge. Nach Angaben des US-amerikanischen Forbes Magazine gehört Sainsbury zu den reichsten Briten. Er hat sich der Wohltätigkeitsinitiative The Giving Pledge angeschlossen.

## Preise und Auszeichnungen (Auswahl)
- American Philosophical Society, Mitglied seit 2001[3]
- American Academy of Arts and Sciences, ausländisches Ehrenmitglied seit 2003
- Royal Society, Ehrenmitglied seit 2008
- British Academy, Ehrenmitglied seit 2016